# Peter Slaghuis
Peter Slaghuis (21 de agosto de 1961, Rijswijk - 5 de septiembre de 1991) fue un DJ holandés, productor y mezclador que trabajó usando el nombre Hithouse, haciendo famosa su canción de música house en el año 1988 "Jack To the Sound of the Underground", que alcanzó el número #14 en los charts británicos; muy bailable en aquellos tiempos.
Peter Slaghuis formó parte del grupo Video Kids, donde lanzó la canción Woodpeckers from Space en 1985. Incluso aparece en el vídeo.
Murió en el año 1991 en una colisión frontal con un camión mientras volvía de un concierto en Amsterdam. Tenía 30 años.